# Nigerijská vlajka

Nigerijská vlajka
Poměr stran: 1:2

Nigerijská námořní vlajka
Poměr stran: 1:2

Nigerijská státní námořní vlajka
Poměr stran: 1:2

Nigerijská námořní válečná vlajka
Poměr stran: 1:2

Vlajka Nigérie byla navržena Michaelem Taiwo Akinkunmim v roce 1959 a oficiálně schválena 1. srpna 1960. Vlajka o poměru stran 1:2 je rozdělena do tří svislých pruhů v barvách zelený, bílý a zelený.
Zelená (v tomto případě lehce tyrkysová) barva symbolizuje lesy a přírodní bohatství země, bílá symbolizuje mír.

Vlajka nigerijského prezidenta Poměr stran: 2:3
Vlajka nigerijského prezidenta (1963–?) Poměr stran: 1:2
Vlajka nigerijských ozbrojených sil Poměr stran: 1:2
Nigerijská námořní válečná vlajka (1960–1998) Poměr stran: 1:2

## Historie

Vlajka Royal Niger Company (1887–1888) Poměr stran: 1:2
Vlajka Royal Niger Company (1888–1899) Poměr stran: 1:2
Vlajka Britské západní Afriky (1870–1888)? Poměr stran: 1:2
Vlajka Lagoské kolonie (1886–1906) Poměr stran: 1:2
Vlajka protektorátu Nigerijské pobřeži (Oil Rivers Protectorate) (1884–1893) Poměr stran: 1:2
Vlajka protektorátu Nigerijské pobřeži (1893–1899) Poměr stran: 1:2
Vlajka protektorátu Severní Nigérie (1900–1914) Poměr stran: 1:2
Vlajka protektorátu Jižní Nigérie (1900–1914) Poměr stran: 1:2
Vlajka Britské Nigérie (1914–1952) Poměr stran: 1:2
Vlajka Britské Nigérie (1952–1960) Poměr stran: 1:2

## Vlajky separatistických hnutí
V letech 1967–1970 existovala republika Biafra, která vyhlásila svou nezávislost na Nigérii. Pouze několik dní v roce 1967 existovala nezávislá Republika Benin (neplést s jiným územím, dnešním Beninem).

Vlajka Biafry (1967–1970) Poměr stran: 1:2
Vlajka Republiky Benin (09/1967) Poměr stran: 2:3

## Vlajky nigerijských států

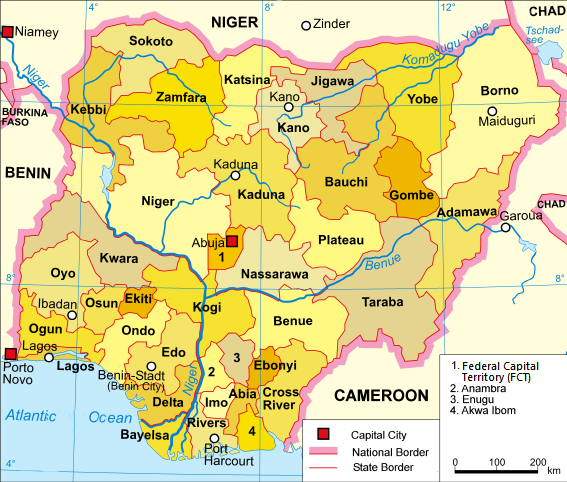
Administrativní členění Nigérie

Nigérie je federativní republika, skládající se z 36 států, přičemž Abuja má zvláštní postavení federálního hlavního města. Seznam federálních států je neúplný.

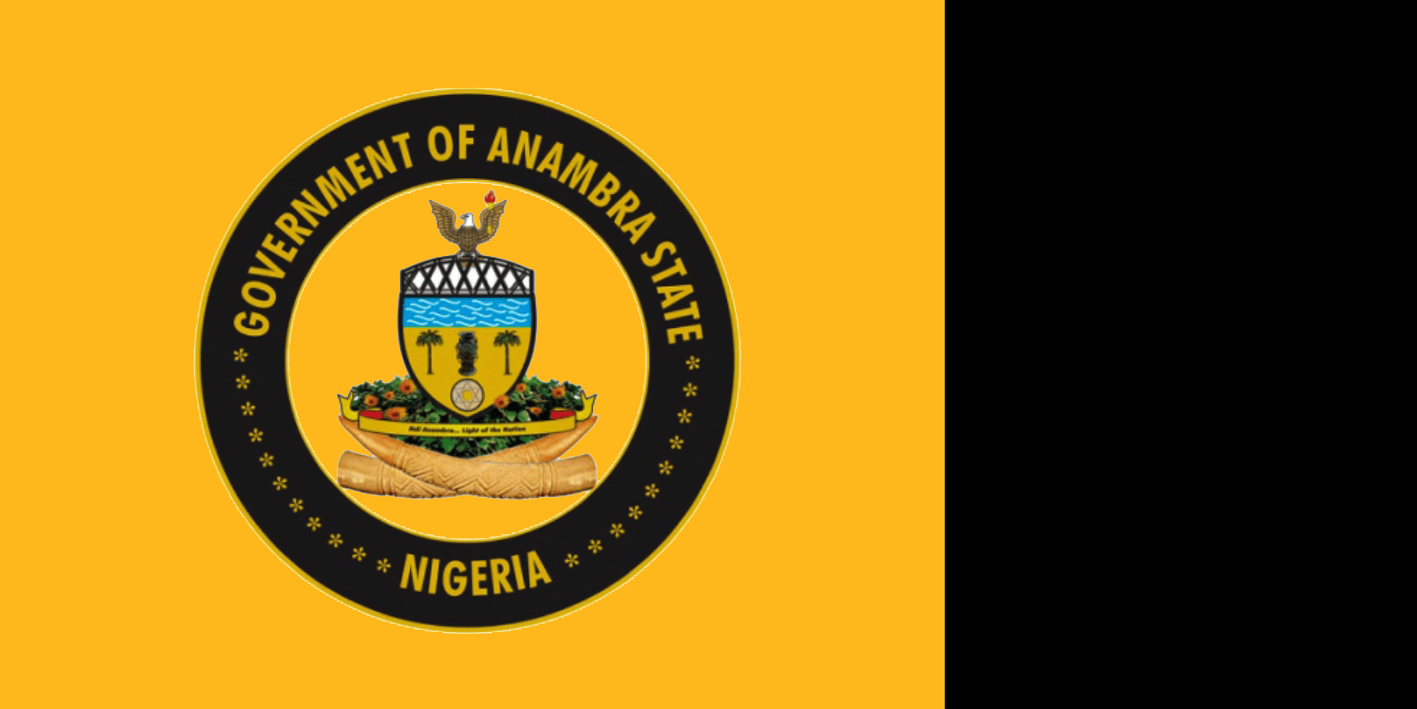
Anambra
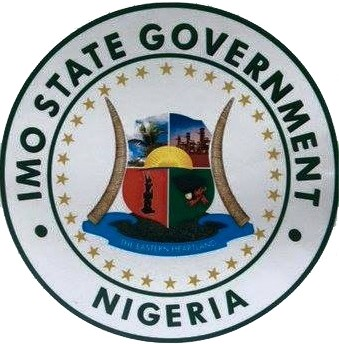
Imo
Kano
Osun